# Euxoa ligula
Euxoa ligula là một loài bướm đêm trong họ Noctuidae.